# Нарни
На̀рни (на италиански: Narni) е град и община в централна Италия.

## География
Градът се намира в регион Умбрия на провинция Терни. Разположен е в долината на река Нера. На 88 km южно от Нарни е столицата Рим, а на 8 km североизточно от Нарни е провинциалния център Терни. Има жп гара по линията от Рим до Терни. Население – 20 385 жители към 31 май 2008 г.

## История
Античното име на града е Нарния. Основан е през 299 г. пр.н.е.. Името Нарния е послужило за название на измисления свят на Клайв Стейпълс Луис.

## Икономика
Интересните исторически обекти са причина основен отрасъл в икономиката на града да е туризмът.

## Културни събития
Нарни е известен със своя ежегоден музикален фестивал „Нарни Блак Фестивал“, който се провежда в края на месец август.

## Спорт
Представителният футболен отбор на града носи името „АСД Нарнезе Калчо“. Отборът има аматьорски статут.

## Личности
Родени
- Феличе Анерио (1560 – 1614), композитор
- Берардо Ероли (1409 – 1479), кардинал